# Зона полного запрета

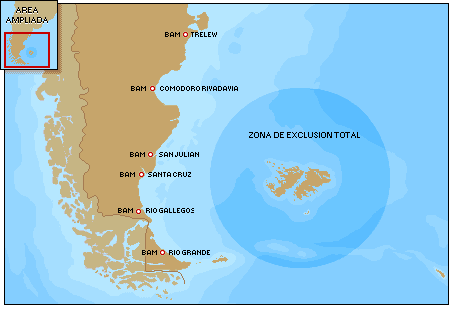
Зона полного запрета по состоянию на З0 апреля 1982 года.

Зона полного запрета (Total Exclusion Zone, TEZ) — запретная зона, объявленная Великобританией 30 апреля 1982 года, охватывающая круг диаметром 200 морских миль (370,4 км) вокруг Фолклендских островов. Во время Фолклендской войны любое морское судно или самолёт, вошедшие в зону, могли быть атакованы без предварительного предупреждения.
Зона полного запрета была расширением морской зоны отчуждения (Maritime Exclusion Zone, MEZ), установленной 12 апреля 1982 года на той же территории. Любой аргентинский корабль или вспомогательное военное судно, вошедшее в MEZ, могли быть атакованы британскими атомными подводными лодками. 23 апреля британское правительство в сообщении правительству Аргентины, которое было передано через посольство Швейцарии в Буэнос-Айресе, уточнило, что любой аргентинский корабль или самолет, который может представлять угрозу британским войскам, будет атакован:

Объявляя о  создании морской зоны отчуждения вокруг Фолклендских островов,  правительство Ее Величества ясно дало понять, что эта мера не наносит  ущерба праву Соединенного Королевства принимать любые дополнительные  меры, которые могут потребоваться при осуществлении его права на  самооборону в соответствии со статьей 51 Устава Организации Объединенных Наций. В связи с этим правительство Ее Величества хочет дать понять, что  любой подход аргентинских военных кораблей, включая подводные лодки,  военно-морские вспомогательные средства или военные самолеты, которые  могут представлять угрозу для миссии британских сил в  Южной Атлантике, вызовет соответствующий ответ. Все аргентинские самолеты, включая гражданские самолеты, занимающиеся  наблюдением за этими британскими войсками, будут считаться враждебными.
Термин «гражданский самолет» намекает, в частности, на «Боинг-707» аргентинских ВВС, который до этого был замечен британской целевой группой на пути королевы и был перехвачен «Харриерами».
Крейсер генерал Бельграно был потоплен 2 мая 1982 года, но был вне зоны. Это привело к широким обсуждениям по поводу того, было ли нападение законным. Однако запретные зоны исторически объявляются в пользу нейтральных судов; во время войны, согласно международному праву, направление движения и расположение военного корабля воюющей стороны не влияет на его статус. Кроме того, капитан Бельграно Эктор Бонзо свидетельствует, что нападение было легитимным (так же, как и правительство Аргентины в 1994 году).
Интервью, проведенные Мартином Мидлбруком для своей книги «В борьбе за Мальвинские острова», указывают на то, что аргентинские морские офицеры понимали, что цель сообщения состоит в том, чтобы указать, что любой корабль, действующий недалеко от зоны отчуждения, может быть атакован. Аргентинский контр-адмирал Аллара, который руководил целевой группой, в которую входил Бельграно, сказал: «После этого сообщения от 23 апреля, вся Южная Атлантика стала театром боевых действий для обеих сторон. Мы, как профессионалы, сказали, что это плохо, что мы потеряли Бельграно».
7 мая 1982 года зона была расширена в пределах 12 морских миль (22 км) от побережья Аргентины. Это означало, что любое аргентинское судно или самолет в любой точке земного шара могли быть атакованы.